# みんなひとつの生命だから
みんなひとつの生命だから（みんなひとつのいのちだから）は片桐実が作詞、橋本祥路が作曲した合唱曲。1983年発表。
歌詞では、地球上に生きる様々な生き物への思いが明確に語られ、メッセージ性の強い曲である。作詞は片桐だが、橋本の生き物に対する思いも込められている。
橋本の他の曲と同じく中学生の合唱を想定している。しかし頻繁に変調し、とくに中盤はフォルティッシモやアクセント、テヌートが多用され、力強い歌唱が求められる。さらにその後は高音が続くなど、ある程度の合唱の力がなければ歌いこなすことが難しい曲である。さらに中盤は伴奏の難易度も比較的高くなっている。